# Thymus syriacus
Thymus syriacus — вид рослин родини глухокропивові (Lamiaceae), поширений у Сирії та пн. Іраку.

## Поширення
Поширений у Сирії та пн. Іраку.